# Victoria Crivelli (balonmanista)
Victoria Crivelli (Buenos Aires, 30 de septiembre de 1990) es una jugadora argentina de handball que se desempeña en el Club Ferro Carril Oeste de la Liga de Honor Damas.
Es habitualmente convocada para integrar la Selección nacional.

## Palmarés
Selección nacional
- Medalla de plata en los Juegos Panamericanos de 2015
- Medalla de bronce en el Campeonato Panamericano 2015
- Medalla de plata en el Campeonato Panamericano 2017
- Medalla de plata en el Campeonato Panamericano 2018
- Medalla de plata en los Juegos Panamericanos de 2019

Clubes
Ferro Carril Oeste
- Apertura 2013
- Apertura 2014
- Apertura 2015
- Nacional de Clubes 2015[7]
- Clausura 2015
- Apertura 2016

Individual
- Goleadora del Campeonato Panamericano 2016